# Мирослав Чангаловић
Мирослав Чангаловић (Гламоч, 18. фебруар/3. март 1921 — Београд, 1. октобар 1999) је био српски оперски и концертни пјевач, бас, једно је од највећих имена у историји српске и, шире, југословенске, музичке умјетности.

## Биографија
Рођен је у Гламочу. Захваљујући пријатељству са породицом Душана Трбојевића, истакнутог српског пијанисте и композитора, упознаје се са пјевањем и концертним музицирањем. Свој оперски деби је имао године 1946, у београдском Народном позоришту, улогом тамничара у Пучинијевој опери Тоска. Од 1946. до 1954. године учио је пјевање код Зденке Зикове, познате оперске пјевачице и педагога.

## Репертоар
Чангаловићев оперски репертоар је обухватао више од 90 улога у којима се истицао раскошним гласом, драмском снагом и доживљеном интерпретацијом. Његове најславније улоге су, на првом мјесту, улога Бориса Годунова, из истоимене опере Мусоргског, и улога Досифеја, из опере Хованшчина, истог композитора. Многи музички критичари сматрају га, послије Шаљапина, најбољим Борисом Годуновим. Слиједе улоге Дон Кихота (Маснеов Дон Кихот), Кончака и Галицког (Бородинов Кнез Игор), Мефиста (Гуноов Фауст), Филипа Другог (Вердијев Дон Карлос), Фигара (Моцартова Фигарова женидба), Кучобеја (Мазепа Чајковског), Ивана Грозног (Псковитјанка Римског Корсакова), Митке (Коњовићева Коштана), и друге. 
Његов концертни репертоар је обухватао укупно 520 композиција, и то соло пјесама, циклуса пјесама, кантата и ораторијума, чији је велик дио сачињавало премијерно извођење многих дјела југословенских композитора. Концертна каријера Чангаловића трајала је више од 40 година и састављена је од око 3.000 концерата на одржаних територији бивше Југославије и око 160 концерата широм свијета.
Преминуо је 1. октобра 1999. године у Београду, у 78. години.

## Признања
Носилац је бројних југословенских и међународних признања и одликовања међу којима су:
- Октобарска награда (1955)[1],
- Вукова награда (1966)[3],
- Седмојулска награда (1966)[1],
- АВНОЈ-ева награда (1973)[1],
- Награда Међународног жирија критике као најбољи пјевач сезоне на фестивалу Театар нација у Паризу за улогу Мефиста (1959)[2],
- Награда Међународног жирија за улогу Бориса Годунова (1961)[3],
- Орден Витеза реда уметности и литературе француске владе, у знак признања за његов допринос афирмацији дела француске музике ван граница Француске.[3]

Као истакнути културно-просветни радник 1963. године изабран је за посланика Просвјетно-Културног већа Скупштине СР Србије.